# Scherma ai Giochi della XVIII Olimpiade - Fioretto a squadre femminile
La competizione del fioretto a squadre femminile  di scherma ai Giochi della XVIII Olimpiade si tenne nei giorni 16 e 17 ottobre 1964 alla Università di Waseda a Tokyo.

## Prima fase
3 gruppi. Le migliori 2 squadre, in base alla percentuale di vittorie/sconfitte e attacchi persi/attacchi persi, avanzano alle semifinali. Le classificate dal 3º al 6º posto agli ottavi di finale.

### Gruppo A
Classifica
| Pos. | Nazione       | Vittorie | VI | SI | Incontri          | Incontri           | Incontri                 | Incontri |
| Pos. | Nazione       | Vittorie | VI | SI | Italia (bandiera) | Francia (bandiera) | Gran Bretagna (bandiera) |          |
| ---- | ------------- | -------- | -- | -- | ----------------- | ------------------ | ------------------------ | -------- |
| 1    | Italia        | 1        | 9  | 6  | X                 | ND                 | 9-6                      |          |
| 2    | Francia       | 1        | 9  | 7  | ND                | X                  | 9-7                      |          |
| 3    | Gran Bretagna | 0        | 13 | 18 | 6-9               | 7-9                | X                        |          |

Incontri
| Atleti (Vittorie individuali)                                                           | Nazione            | VT | VT | Nazione                  | Atleti (Vittorie individuali)                                                      |
| --------------------------------------------------------------------------------------- | ------------------ | -- | -- | ------------------------ | ---------------------------------------------------------------------------------- |
| Annick Level (2), Colette Revenu (2) Brigitte Gapais (2), Marie-Chantal Demaille (3)    | Francia (bandiera) | 9  | 7  | Gran Bretagna (bandiera) | Shirley Netherway (2), Theresa Offredy (1) Janet Bewley-Cathie (4), Mary Watts (0) |
| Irene Camber (2), Natalina Sanguinetti (3) Bruna Colombetti (2), Giovanna Masciotta (2) | Italia (bandiera)  | 9  | 6  | Gran Bretagna (bandiera) | Janet Bewley-Cathie (3), Shirley Netherway (2) Mary Watts (0), Theresa Offredy (1) |

### Gruppo B
Classifica
| Pos. | Nazione     | Vittorie | VI | SI | Incontri            | Incontri           | Incontri               | Incontri |
| Pos. | Nazione     | Vittorie | VI | SI | Ungheria (bandiera) | Romania (bandiera) | Stati Uniti (bandiera) |          |
| ---- | ----------- | -------- | -- | -- | ------------------- | ------------------ | ---------------------- | -------- |
| 1    | Ungheria    | 1        | 9  | 1  | X                   | ND                 | 9-1                    |          |
| 2    | Romania     | 1        | 10 | 6  | ND                  | X                  | 10-6                   |          |
| 3    | Stati Uniti | 0        | 7  | 19 | 1-9                 | 6-10               | X                      |          |

Incontri
| Atleti (Vittorie individuali)                                                                      | Nazione             | VT | VT | Nazione                | Atleti (Vittorie individuali)                                             |
| -------------------------------------------------------------------------------------------------- | ------------------- | -- | -- | ---------------------- | ------------------------------------------------------------------------- |
| Ileana Gyulai (4), Ana Derșidan-Ene-Pascu (0) Olga Orban-Szabo (4), Maria Vicol (2)                | Romania (bandiera)  | 10 | 6  | Stati Uniti (bandiera) | Anne Drungis (1), Janice Romary (2) Denise O'Connor (1), Harriet King (2) |
| Lídia Dömölky-Sákovics (3), Katalin Juhász-Nagy (3) Paula Marosi (1), Judit Ágoston-Mendelényi (2) | Ungheria (bandiera) | 9  | 1  | Stati Uniti (bandiera) | Denise O'Connor (0), Harriet King (1) Tommy Angell (0), Janice Romary (0) |

### Gruppo C
Classifica
| Pos. | Nazione          | Vittorie | VI | SI | Incontri                    | Incontri                             | Incontri             | Incontri            |
| Pos. | Nazione          | Vittorie | VI | SI | Unione Sovietica (bandiera) | Squadra Unificata Tedesca (bandiera) | Australia (bandiera) | Giappone (bandiera) |
| ---- | ---------------- | -------- | -- | -- | --------------------------- | ------------------------------------ | -------------------- | ------------------- |
| 1    | Unione Sovietica | 2        | 23 | 7  | X                           | ND                                   | 13-3                 | 10-4                |
| 2    | Germania         | 2        | 21 | 10 | ND                          | X                                    | 9-6                  | 12-4                |
| 3    | Australia        | 0        | 9  | 22 | 3-13                        | 6-9                                  | X                    | ND                  |
| 4    | Giappone         | 0        | 8  | 22 | 4-10                        | 4-12                                 | ND                   | X                   |

Incontri
| Atleti (Vittorie individuali)                                                                | Nazione                              | VT | VT | Nazione              | Atleti (Vittorie individuali)                                               |
| -------------------------------------------------------------------------------------------- | ------------------------------------ | -- | -- | -------------------- | --------------------------------------------------------------------------- |
| Heidi Schmid (4), Rosemarie Weiß-Scherberger (2) Gudrun Theuerkauff (3), Helga Volz-Mees (3) | Squadra Unificata Tedesca (bandiera) | 12 | 4  | Giappone (bandiera)  | Yoshie Komori (0), Tamiko Yasui (2) Yoshie Takeuchi (0), Tomoko Owada (2)   |
| Ljudmila Šišova (4), Valentina Prudskova (3) Valentina Rastvorova (4), Tat'jana Petrenko (2) | Unione Sovietica (bandiera)          | 13 | 3  | Australia (bandiera) | Ulrike Winter (0), Walburga Winter (0) Johanna Winter (1), Janet Hopner (2) |
| Gudrun Theuerkauff (1), Rosemarie Weiß (3) Heidi Schmid (2), Helga Volz-Mees (3)             | Squadra Unificata Tedesca (bandiera) | 9  | 6  | Australia (bandiera) | Jan Redman (1), Johanna Winter (2) Walburga Winter (1), Janet Hopner (2)    |
| Tat'jana Petrenko (4), Ljudmila Šišova (2) Galina Gorokhova (2), Valentina Rastvorova (2)    | Unione Sovietica (bandiera)          | 10 | 4  | Giappone (bandiera)  | Yoshie Komori (0), Tamiko Yasui (1) Tomoko Owada (2), Yoshie Takeuchi (1)   |

## Eliminazione diretta
|  | Quarti di Finale | Quarti di Finale | Quarti di Finale |                  |                  | SemifinalI       | SemifinalI | SemifinalI |          |         | Finali  | Finali  | Finali |  |
|  |                  |                  |                  |                  |                  |                  |            |            |          |         |         |         |        |  |
|  |                  |                  |                  |                  |                  | Ungheria         | Ungheria   | 9          |          |         |         |         |        |  |
|  |                  |                  |                  |                  |                  | Ungheria         | Ungheria   | 9          |          |         |         |         |        |  |
|  |                  |                  | Germania         | Germania         | 6                |                  |            |            |          |         |         |         |        |  |
|  | Germania         | Germania         | Germania         | Germania         | 6                | 8 (46)           |            |            |          |         |         |         |        |  |
|  | Germania         | Germania         |                  |                  |                  |                  |            |            |          |         |         |         |        |  |
|  | Francia          | Francia          | 8 (40)           |                  |                  |                  |            |            |          |         |         |         |        |  |
|  | Francia          | Francia          | 8 (40)           |                  | Ungheria         | Ungheria         | 9          |            |          |         |         |         |        |  |
|  |                  |                  |                  |                  |                  |                  |            |            |          |         |         |         |        |  |
|  |                  |                  | Unione Sovietica | Unione Sovietica | 7                |                  |            |            |          |         |         |         |        |  |
|  | Unione Sovietica | Unione Sovietica | Unione Sovietica | Unione Sovietica | 7                | 9                |            |            |          |         |         |         |        |  |
|  | Unione Sovietica | Unione Sovietica |                  |                  |                  | 9                |            |            |          |         |         |         |        |  |
|  | Romania          | Romania          | 4                |                  |                  |                  |            |            |          |         |         |         |        |  |
|  | Romania          | Romania          | 4                |                  | Unione Sovietica | Unione Sovietica | 9          |            |          | 3 posto | 3 posto | 3 posto |        |  |
|  |                  |                  |                  |                  | Unione Sovietica | Unione Sovietica | 9          |            |          |         |         |         |        |  |
|  |                  |                  | Italia           | Italia           | 5                |                  |            |            |          |         |         |         |        |  |
|  |                  |                  |                  | Italia           | 5                |                  |            | Germania   | Germania | 9       |         |         |        |  |
|  |                  |                  |                  |                  |                  |                  |            | Germania   | Germania | 9       |         |         |        |  |
|  |                  |                  |                  |                  |                  | Italia           | Italia     | 5          |          |         |         |         |        |  |

| Quarti di finale                                                                              |                  |         |                                                                                          |
| Squadra                                                                                       | Squadra          | Squadra | Squadra                                                                                  |
| Atleti (Vittorie individuali)                                                                 | VT               | VT      | Atleti (Vittorie individuali)                                                            |
| Germania                                                                                      | Germania         | Francia | Francia                                                                                  |
| Heidi Schmid (4), Rosemarie Weiß (0) Ildikó Rejtő (2), Helga Volz-Mees (2)                    | 8 (46)           | 8 (40)  | Colette Revenu (2), Annick Level (3) Catherine Rousselet (2), Marie-Chantal Demaille (1) |
| Unione Sovietica                                                                              | Unione Sovietica | Romania | Romania                                                                                  |
| Valentina Prudskova (2), Valentina Rastvorova (3) Galina Gorokhova (2), Tat'jana Petrenko (2) | 9                | 4       | Ileana Gyulai (2), Ecaterina Stahl (0) Olga Orban-Szabo (1), Maria Vicol (1)             |

| Semifinali                                                                                    |                  |          |                                                                                            |
| Squadra                                                                                       | Squadra          | Squadra  | Squadra                                                                                    |
| Atleti (Vittorie individuali)                                                                 | VT               | VT       | Atleti (Vittorie individuali)                                                              |
| Ungheria                                                                                      | Ungheria         | Germania | Germania                                                                                   |
| Lídia Dömölky-Sákovics (3), Judit Ágoston (3) Ildikó Rejtő (1), Katalin Juhász-Nagy (2)       | 9                | 6        | Gudrun Theuerkauff (1), Helga Volz-Mees (1) Rosemarie Weiß (2), Heidi Schmid (2)           |
| Unione Sovietica                                                                              | Unione Sovietica | Italia   | Italia                                                                                     |
| Galina Gorokhova (3), Valentina Prudskova (3) Tat'jana Petrenko (3), Valentina Rastvorova (0) | 9                | 5        | Antonella Ragno (2), Giovanna Masciotta (2) Bruna Colombetti (1), Natalina Sanguinetti (0) |

| Finale 5º posto                                                                                    |          |                  |                                                                                           |
| Squadra                                                                                            | Squadra  | Squadra          | Squadra                                                                                   |
| Atleti (Vittorie individuali)                                                                      | VT       | VT               | Atleti (Vittorie individuali)                                                             |
| Romania                                                                                            | Romania  | Francia          | Francia                                                                                   |
| Ileana Gyulai (2), Olga Orban-Szabo (2) Olga Orban-Szabo (3), Maria Vicol (2)                      | 9        | 6                | Annick Level (1), Brigitte Gapais (1) Catherine Rousselet (2), Marie-Chantal Demaille (2) |
| Finale 3º posto                                                                                    |          |                  |                                                                                           |
| Germania                                                                                           | Germania | Italia           | Italia                                                                                    |
| Gudrun Theuerkauff (1), Heidi Schmid (4) Helga Volz-Mees (2), Rosemarie Weiß (2)                   | 9        | 5                | Antonella Ragno (2), Giovanna Masciotta (2) Irene Camber (1), Natalina Sanguinetti (0)    |
| Finale 1º posto                                                                                    |          |                  |                                                                                           |
| Ungheria                                                                                           | Ungheria | Unione Sovietica | Unione Sovietica                                                                          |
| Judit Ágoston-Mendelényi (1), Ildikó Rejtő (3) Katalin Juhász-Nagy (3), Lídia Dömölky-Sákovics (2) | 9        | 7                | Galina Gorokhova (4), Valentina Prudskova (2) Tat'jana Petrenko (1), Ljudmila Šišova (0)  |

## Podio
| Oro | Argento | Bronzo                                                                  |
| Ungheria Ildikó Rejtő Lídia Dömölky-Sákovics Katalin Juhász-Nagy Judit Ágoston-Mendelényi Paula Marosi | Unione Sovietica Valentina Rastvorova Tat'jana Petrenko Ljudmila Šišova Valentina Prudskova Galina Gorokhova | Germania Helga Volz-Mees Heidi Schmid Rosemarie Weiß Gudrun Theuerkauff |